# 小行星7461
小行星7461（英語：7461 Kachmokiam）是一颗围绕太阳公转的小行星。1984年10月3日，橡树岭天文台在哈佛大学天文台发现了此天体。
这颗小行星的绝对星等为124.81895等。